# Old 97's
Gli Old 97's sono un gruppo statunitense di alternative country, genere di cui si possono annoverare tra i fondatori assieme a Uncle Tupelo, Drive-By Truckers, Whiskeytown e The Jayhawks. Nel loro stile oltre al country rock e roots rock si sentono influenze sia power pop che cow punk.
Si sono formati nel 1993 a Dallas, composti da Rhett Miller (voce, chitarra), Murry Hammond (basso), Ken Bethea (chitarra) e Philip Peeples (batteria). Nati come gruppo di intrattenimento nei locali della zona pubblicano il primo album Hitchhike to Rhome nel 1994 per la Idol Records, piccola etichetta locale. Cominciano a girare per gli Stati Uniti, vengono notati dalla Bloodshot Records di Chicago che li mette sotto contratto, pubblicano Wreck Your Life. L'album viene apprezzato tanto che la Elektra Records ingaggia il gruppo, la collaborazione dura per tre album fino alla fusione con Time Warner. Passano alla New West Records con cui pubblicano tutti gli album successivi.
Il gruppo si è fatto col tempo una buona fama grazie agli infuocati concerti dal vivo dove i brani si caricano di una forte impronta punk, ben documentati dal doppio live Alive & Wired del 2005.
Alcuni loro brani sono stati usati per colonne sonore di film (Ti odio, ti lascio, ti...) e serie televisive (Ed, Scrubs - Medici ai primi ferri, Veronica Mars).
La Band, truccata da alieni, appare nello speciale Disney+ del 2022 Guardiani della Galassia Holiday Special, diretto da James Gunn, in cui esegue due canzoni originali a tema natalizio.
Il cantante Rhett Miller ha affiancato un'intensa attività solista con quattro album pubblicati.

## Discografia

### Album

#### Studio
- 1994: Hitchhike to Rhome (Big Iron / Idol Records)
- 1995: Wreck Your Life (Bloodshot Records)
- 1997: Too Far to Care (Elektra Records)  (riedito nel 2012 col titolo Too Far to Care: Expanded Edition)
- 1999: Fight Songs (Elektra Records)
- 2001: Satellite Rides (Elektra Records) numero 121 US
- 2004: Drag It Up (New West Records) numero 120 US
- 2008: Blame It on Gravity (New West Records)
- 2010: The Grand Theatre, Volume One (New West Records)
- 2011: The Grand Theatre, Volume Two (New West Records)
- 2014: Most Messed Up (ATO)
- 2020: Twelfth
- 2024: American Primitive

#### Live
- 2005: Alive & Wired (New West Records)

#### Raccolte
- 2006: Hit by a Train: The Best of Old 97's (Rhino Entertainment)
- 2009: Wreck Your Life... And Then Some: The Complete Bloodshot Recordings (Vinyl-Only) (Bloodshot Records)[3] numero 85 US

### EP
- 1995: Stoned / Garage Sale (split con i Funland) (Idol Records)
- 2000: Early Tracks EP (Bloodshot Records)
- 2010: Mimeograph EP (New West Records)
- 2013: Old 97's & Waylon Jennings (Omnivore Recordings)